# Ікаб'я
Іка́б'я (рос. Икабья) — селище у складі Каларського округу Забайкальського краю, Росія.

## Населення
Населення — 505 осіб (2010; 510 у 2002).
Національний склад (станом на 2002 рік):
- росіяни — 80 %